# Torrent des Saluet
El torrent des Saluet és un curs d'aigua del sector meridional de la serra de Tramuntana, a l'illa de Mallorca. S'origina a prop de la vila d'Andratx, en la unió dels torrents de sa Coma i de s'Estret. La seva conca, de tan sols 34 quilòmetres quadrats, recull les aigües de la part central del terme d'Andratx. Després de recórrer escassos quilòmetres desemboca al Port d'Andratx, als terrenys de Can Fasser, formant una petita zona humida anomenada el Saluet o el Prat del Port d'Andratx. Degut als seus atractius naturals, per la presència de flora i fauna típica de zones humides, el Saluet fou declarat Àrea Natural d'Especial Interès (ANEI) i posteriorment ha estat inclòs a l'àrea protegida de la Serra de Tramuntana. Tot i la seva protecció, els aiguamolls pateixen un sever impacte antròpic degut a la modificació de la xarxa hídrica i els abocaments d'aigües fecals no tractats al llarg del torrent des Saluet així com la pressió urbanística present a la seva conca.
A la desembocadura hi abunden el canyís, la salicòrnia, el jonc i els tamarius. També hi trobem diverses espècies d'aucells migrants, hivernants o bé residents com la polla d'aigua i l'ànec coll-verd.